# 1963年美国三军导弹及无人机命名系统
1963年美国三军导弹及无人机命名系统是对于美国生产的军用导弹、火箭和无人机的命名规范，由美国国防部建立、并从1963年起在美国军队中使用至今。
虽然名中带有“无人机”的字样，但随着技术发展以及运用方式的革新，本规范事实上只在（空气或太空中飞行的）导弹上应用，甚少用于其它类型的装备。例如，无人机的编号通常遵守飞机编号系统；而同样带有制导系统的鱼雷及同样在空气中飞行的火箭弹也大多不采用此编号、反而使用武器弹药的编号系统，甚至不对火箭弹本身编号而对其发射器编号，例如Mk48 鱼雷及九頭蛇70航空火箭彈。

## 格式
该系统中的编号由如下部分组成：
1. 发射环境代码
2. 任务类型代码
3. 本体类型代码
4. 流水号（数字序号）
5. 改进版本号（字母序号）
6. 名称

此外，依照研发状态亦可加上 X（试验型）或 Y（原型）的前缀，如飞机编号一样。
示例：
- BGM-71 TOW：
  - B = 多种平台陆射（步兵携行的三脚架、M113装甲运兵车、悍马车等）
  - G = 对地 / 水面攻击
  - M = 导弹
- MIM-104 爱国者：
  - M = 移动发射（M983 卡车）
  - I = 对空截击
  - M = 导弹
- FIM-92 毒刺：
  - F = 单兵发射
  - I = 对空截击
  - M = 导弹
  - 特别地，当装在直升机上当作自卫格斗弹时即改称 AIM-92（A = 空射），而不用 F 代码。
- AGM-84 鱼叉：
  - A = 空射
  - G = 对地 / 水面攻击
  - M = 导弹
  - 舰射版称 RGM-84（R = 水面舰艇）、潜射版称 UGM-84（U = 潜射）。
- ASM-135 ASAT（英语：ASM-135 ASAT）（Anti-SATellite，反卫星）
  - A = 空射（F-15）
  - S = 对太空攻击（卫星）
  - M = 导弹
- AIR-2 妖精（英语：AIR-2 Genie）
  - A = 空射（F-106 等）
  - I = 对空截击
  - R = 火箭

### 发射环境代码
该位代码表示被编号项目可从何处发射。
| 代码                     | 含义           | 说明 |
| ------------------------ | -------------- | --- |
| A （Air）                | 空射           | 空射型号，由飞行器发射。 |
| B                        | 多种平台陆射   | 无需大改动即可从不止一种陆上环境中发射。 注意舰射、潜射和空射不在此列。                                                     |
| C （Coffin / Container） | 发射筒发射     | 在保护性密封环境中水平或低于 45 度角存放，地面发射。                                                                        |
| F （Foot soldier）       | 单兵发射       | 由单人携行发射。 |
| H                        | 井存陆射       | 在井中竖直存放，但提升到地面发射。                                                                                          |
| L （Land）               | 地面或井中发射 | 在固定地点或加固的井中发射。                                                                                                |
| M （Mobile）             | 移动发射       | 在地面载具或可移动平台上发射。                                                                                              |
| P （Platform）           | 软性平台发射   | 不在或不总是在保护性环境中储存，在地面发射。 “软性平台”指未专门为发射而进行永久性加固的固定性场地，例如林间临时开辟的空地。 |
| R                        | 水面舰艇发射   | 在水面舰艇上发射。 |
| U （Underwater）         | 潜射           | 在潜艇或其它水下载具上发射。                                                                                                |

### 任务类型代码
该位代码表示被编号项目预定的用途、或被修改以满足的用途。
| 代码             | 含义             | 说明                                                     |
| ---------------- | ---------------- | -------------------------------------------------------- |
| D （Decoy）      | 诱饵             | 为了迷惑、欺骗或分散敌方防御力而模仿成真正的攻击用本体。 |
| E （Electronic） | 电子战           | 为了通信、反制、探测辐射、记录或中继用。                 |
| G （Ground）     | 对地 / 水面攻击  | 为了摧毁地面或水面目标。                                 |
| I （Intercept）  | 对空截击         | 为了拦截空中目标。                                       |
| Q                | 无人机（侦察用） | 为了侦察或调研目标。                                     |
| S （Space）      | 对太空攻击       | 为了摧毁太空目标。                                       |
| T （Training）   | 训练             | 为了进行训练。                                           |
| U （Underwater） | 对水下攻击       | 为了摧毁敌方潜艇等水下目标，或为了在水下引爆。           |
| W （Weather）    | 天气             | 为了调查、记录或中继天气数据。                           |

### 本体类型代码
该位代码表示被编号项目本身的类型。
| 代码          | 含义   | 说明                                                 |
| ------------- | ------ | ---------------------------------------------------- |
| M （Missile） | 导弹   | 无人、自带推进动力，带有遥控或内置飞行路线制导手段。 |
| R （Rocket）  | 火箭   | 自带推进动力，在发射后不能更改飞行路线。             |
| N             | 探查用 | 用于监视并传输环境信息，不在（地球）轨道飞行。       |

目前，除了代表导弹的 M 之外，另外两个代码基本上没有实际应用。

## 其它国家的类似命名系统
以日本为代表的美国盟国也使用类似的命名系统。
苏联及俄罗斯使用国防部火箭炮兵装备总局（GRAU）指定的命名系统
中国人民解放军从1986年开始，也采用类似的命名系统。